# East Pennard
East Pennard är en ort och civil parish i Storbritannien.   Den ligger i grevskapet Somerset och riksdelen England, i den södra delen av landet, 180 km väster om huvudstaden London. East Pennard ligger 85 meter över havet och antalet invånare är 348.
Terrängen runt East Pennard är huvudsakligen platt, men norrut är den kuperad. Runt East Pennard är det ganska tätbefolkat, med 160 invånare per kvadratkilometer. Trakten runt East Pennard består till största delen av jordbruksmark.